# Robert Andersson (dokusåpadeltagare)
Jan Robert Andersson, även kallad "Robinson-Robban", född 3 april 1974 i Gällivare, är en svensk före detta dokusåpadeltagare. 
Robert Andersson har haft flera yrken, bland annat som egenföretagare i artistbokningsbranschen, idrottslärare, jobbat på bar, reporter på Se & Hör, gruvarbetare och distributionschaufför på GB Glace. Han fick sitt smeknamn "Robinson-Robban", efter att ha blivit känd för sin medverkan i Expedition Robinson. Han har varit med i Robinson totalt sex gånger - fler gånger än alla andra.
Han är kusin till OS-guldmedaljören Lina Andersson.

## Biografi

### Uppväxt
Andersson visade tidigt talang för idrott. Under en tid betraktades han som en av Norrbottens läns mest lovande skidåkare. Han vann distriktsmästerskapen fem år i rad. Ryggproblem satte dock stopp för en vidare karriär som skidåkare. Efter skidgymnasiet gick han en ettårig medieutbildning på Malmfältens folkhögskola i Kiruna 1996. Under somrarna arbetade han i LKAB:s gruva i Malmberget.

### Medverkan i olika TV-program

#### Robinson
Robert Andersson hade sökt till Expedition Robinson både 1997 och 1998, där han blev uttagen i castingen. Han bröt dock benet där, och kunde inte vara med resten av säsongen. Tredje gången gillt debuterade Andersson lördagen den 25 september 1999 i programmet Expedition Robinson, där han blev känd under namnet "Robinson-Robban". 
Han har därefter återkommit i såväl 2003 som 2005 och 2012 års upplagor, vilket gör honom till den deltagare som medverkat i flest säsonger. Under direktsändningen av Super-Robinson-finalen som sändes 2004 var Robert Andersson sminkad i blå färg och gjorde en så kallad tv-kupp och tog Robinson-statyetten. Han åt också upp sin röstsedel.
Han tog under Robinson - revanschen världsrekord i att ha tillbringat flest dagar (126) på en Robinson-ö. I samma säsong av tävlingen kom han tvåa, efter att ha förlorat finalen mot Mariana "Robinson-Mirre" Hammarling.

#### Övriga program
Han har även medverkat i program som till exempel Gladiatorerna (2004), Big Brother 2002, Måndagsklubben (2000), Folktoppen (2006), Breaking News med Filip och Fredrik (2012), där han bland annat satte betyg på de olika programledarna i Expedition Robinson, och Let's Dance 2013. Andersson deltog i andra säsongen av Realitystjärnorna på godset 2016.

### Korvätartalang
Sommaren 2006 kom Andersson på tolfte plats i en stor korvätartävling i New York. Han lyckades äta 22 korvar på 12 minuter.
Han medverkade i TV4:s talangjakt Talang 2010, där han klädde ut sig till "Mr Glupsk". Hans uppdrag var att äta 13 korvar med bröd på 1 minut och 55 sekunder, vilket enligt Andersson var gällande världsrekord. Han klarade praktiskt taget av uppdraget på utsatt tid, genom att doppa korvarna i vatten, för att det skulle smälta ner i magen lättare. Andersson gick däremot inte vidare i tävlingen eftersom jurypanelens Bert Karlsson och Charlotte Perrelli gav honom rött kryss, medan enbart Johan Pråmell gav en grön bock.

### Privatliv
Under en period 2005 bytte han tillfälligt efternamn från Andersson till Drakwind.
Med sin före detta flickvän Linda Lundin har han två barn. Andersson har tidigare drivit en blogg om sin son på Aftonbladet.
Andersson arbetar som spårvagnsförare (2019).